# Noctua fimbria
Noctua fimbria là một loài bướm đêm trong họ Noctuidae.